# Albumy numer jeden w roku 2018 (USA)
Notowanie Billboard 200 przedstawia najlepiej sprzedające się albumy w Stanach Zjednoczonych. Publikowane jest ono przez tygodnik „Billboard”, a dane kompletowane są przez Nielsen SoundScan w oparciu o cotygodniowe wyniki sprzedaży cyfrowej oraz fizycznej albumów.

## Historia notowania
| Data publikacji | Album                      | Artysta                    | Źródło |
| --------------- | -------------------------- | -------------------------- | ------ |
| 3 stycznia      | Revival                    | Eminem                     | [ 1 ]  |
| 6 stycznia      | Reputation                 | Taylor Swift               | [ 2 ]  |
| 13 stycznia     | The Greatest Showman       | Soundtrack                 | [ 3 ]  |
| 20 stycznia     | The Greatest Showman       | Soundtrack                 | [ 4 ]  |
| 27 stycznia     | Camila                     | Camila Cabello             | [ 5 ]  |
| 3 lutego        | Mania                      | Fall Out Boy               | [ 6 ]  |
| 10 lutego       | Culture II                 | Migos                      | [ 7 ]  |
| 17 lutego       | Man of the Woods           | Justin Timberlake          | [ 8 ]  |
| 24 lutego       | Black Panther: The Album   | Soundtrack                 | [ 9 ]  |
| 3 marca         | Black Panther: The Album   | Soundtrack                 | [ 10 ] |
| 10 marca        | This House Is Not for Sale | Bon Jovi                   | [ 11 ] |
| 17 marca        | Black Panther: The Album   | Soundtrack                 | [ 12 ] |
| 24 marca        | Bobby Tarantino II         | Logic                      | [ 13 ] |
| 31 marca        | ?                          | XXXTentacion               | [ 14 ] |
| 7 kwietnia      | Boarding House Reach       | Jack White                 | [ 15 ] |
| 14 kwietnia     | My Dear Melancholy,        | The Weeknd                 | [ 16 ] |
| 21 kwietnia     | Invasion of Privacy        | Cardi B                    | [ 17 ] |
| 28 kwietnia     | Rearview Town              | Jason Aldean               | [ 18 ] |
| 5 maja          | KOD                        | J. Cole                    | [ 19 ] |
| 12 maja         | Beerbongs & Bentleys       | Post Malone                | [ 20 ] |
| 19 maja         | Beerbongs & Bentleys       | Post Malone                | [ 21 ] |
| 26 maja         | Beerbongs & Bentleys       | Post Malone                | [ 22 ] |
| 2 czerwca       | Love Yourself: Tear        | BTS                        | [ 23 ] |
| 9 czerwca       | Shawn Mendes               | Shawn Mendes               | [ 24 ] |
| 16 czerwca      | Ye                         | Kanye West                 | [ 25 ] |
| 23 czerwca      | Come Tomorrow              | Dave Matthews Band         | [ 26 ] |
| 30 czerwca      | Youngblood                 | 5 Seconds of Summer        | [ 27 ] |
| 7 lipca         | Pray for the Wicked        | Panic! at the Disco        | [ 28 ] |
| 14 lipca        | Scorpion                   | Drake                      | [ 29 ] |
| 21 lipca        | Scorpion                   | Drake                      | [ 30 ] |
| 28 lipca        | Scorpion                   | Drake                      | [ 31 ] |
| 4 sierpnia      | Scorpion                   | Drake                      | [ 32 ] |
| 11 sierpnia     | Scorpion                   | Drake                      | [ 33 ] |
| 18 sierpnia     | Astroworld                 | Travis Scott               | [ 34 ] |
| 25 sierpnia     | Astroworld                 | Travis Scott               | [ 35 ] |
| 1 września      | Sweetener                  | Ariana Grande              | [ 36 ] |
| 8 września      | Love Yourself: Answer      | BTS                        | [ 37 ] |
| 15 września     | Kamikaze                   | Eminem                     | [ 38 ] |
| 22 września     | Egypt Station              | Paul McCartney             | [ 39 ] |
| 29 września     | Cry Pretty                 | Carrie Underwood           | [ 40 ] |
| 6 października  | Iridescence                | Brockhampton               | [ 41 ] |
| 13 października | Tha Carter V               | Lil Wayne                  | [ 42 ] |
| 20 października | A Star Is Born             | Lady Gaga i Bradley Cooper | [ 43 ] |
| 27 października | A Star Is Born             | Lady Gaga i Bradley Cooper | [ 44 ] |
| 3 listopada     | A Star Is Born             | Lady Gaga i Bradley Cooper | [ 45 ] |
| 10 listopada    | Sì                         | Andrea Bocelli             | [ 46 ] |
| 17 listopada    | Not All Heroes Wear Capes  | Metro Boomin               | [ 47 ] |
| 24 listopada    | Experiment                 | Kane Brown                 | [ 48 ] |
| 1 grudnia       | Delta                      | Mumford & Sons             | [ 49 ] |
| 8 grudnia       | Astroworld                 | Travis Scott               | [ 50 ] |
| 15 grudnia      | Championships              | Meek Mill                  | [ 51 ] |
| 22 grudnia      | Skins                      | XXXTentacion               | [ 52 ] |
| 29 grudnia      | Dying to Live              | Kodak Black                | [ 53 ] |